# Loum, Camerun
Loum este un oraș din Camerun.